# Jocelyn Bell Burnell
Susan Jocelyn Bell Burnell FRS, FRAS (n. 15 iulie 1943), cunoscută ca Jocelyn Bell Burnell, este un astrofizician britanic, originară din Irlanda de Nord.
Este cunoscută mai ales pentru a fi descoperit categoria radio-stelelor și primul pulsar, descoperire pentru care conducătorul tezei sale, Antony Hewish, a obținut premiul Nobel, fapt ce a declanșat o vie controversă, datorită evidentei omisiuni, considerată de mulți (celebrul astronom Fred Hoyle fiind printre aceia) ca fiind intenționată.

## Carieră
Bell Burnell este în prezent profesor invitat de astrofizică la University of Oxford și membru al Mansfield College. A fost președinte al Institutului de Fizică între 2008 și 2010. În februarie 2018 a fost numită Rector al Universității din Dundee. În 2018, Bell Burnell a vizitat Parkes,  New South Wales, pentru a susține prelegerea principală a astrofizicianului John Bolton la AstroFest-ul Central West Astronomical Society (CWAS).
În 2018, Bell Burnell a fost distinsă cu Premiul special pentru descoperire în fizica fundamentală, în valoare de trei milioane de dolari (2,3 milioane GBP), pentru descoperirea sa a stelelor de tip radio pulsari. Premiul Special, spre deosebire de premiul anual obișnuit, nu se limitează la descoperirile recente. Bell Burnell a donat întreaga sumă de bani „pentru a finanța femei, minorități etnice subreprezentate și studenți refugiați să devină cercetători în fizică,”, fonduri care urmează să fie administrate de Institutul de Fizică.

## Pulsarii și discriminare sexuală
Descoperirea surselor de radio pulsante (denumite inițial "pulsating radio source" și prescurtate de un ziarist ca pulsar) este poate cel mai cunoscut caz de discriminare sexuală din istoria fizicii. În anii 1960, după ce absolvise fizica la University of Glasgow, în 1965, Bell Burnell era studentă doctorandă în astrofizică la University of Cambridge.
Făcând observații riguroase, noapte de noapte, a observat cu ajutorul telescopului o stea care licărea deosebit față de celelalte stele. A catalogat cu atenție licăririle acelei stele, în fiecare noapte, în fiecare săptămână, în fiecare lună; și apoi a făcut cea mai mare greșeală din viața ei profesională: i-a arătat rezultatele obținute profesorului ei îndrumător.
Lucrarea care anunța descoperirea pulsarilor a avut cinci autori. Conducătorul de teză de doctorat al lui Bell, Antony Hewish,   era primul, iar Bell era pe poziția a doua.
Hewish a primit Premiul Nobel, împreună cu astronomul Martin Ryle. În acel moment, colegul astronom, celebrul Sir Fred Hoyle, a criticat aspru omisiunea lui Bell. În 1977, Bell Burnell a comentat evenimentul astfel, 
| “ | Cred că premiile Nobel ar fi înjosite dacă ar fi acordate studenților de cercetare, cu excepția cazurilor realmente excepționale, și nu cred că acesta este unul dintre ele. | ” |

Academia Regală Suedeză de Științe, în comunicatul său de presă prin care a anunțat premiul, i-a citat pe Ryle și Hewish pentru munca lor de pionierat în radio-astrofizică, menționând în special lucrările lui Ryle privind sinteza diafragmei și „rolul decisiv al lui Hewish” în descoperirea pulsarilor.